# 嘎拉僧希日布
嘎拉僧希日布（1948年6月—），汉名赵九九，法名嘎拉僧希日布，男，蒙古族，内蒙古呼和浩特人，藏传佛教格鲁派喇嘛，1989年出任大召住持。高中文化，无党派。

## 生平
1954年，7岁的赵九九因身体不好，被奶奶送入大召。1955年，他进入土默特小学，一边上学一边当喇嘛。文化大革命期间，他家3次被抄家，他也戴上了牛鬼蛇神的帽子。全部僧人被赶出大召后，1970年8月他参加工作，成了呼和浩特市钢铁厂二轧厂工人（临时工）。
1980年10月，23岁的他再次回到大召，历任大召切一格、大笔切齐。当时，大召十分残破，寺内仅有十余名老弱病残的僧人。1984年6月，他当选为呼和浩特市佛教协会副会长（担任至今），并连任两届呼和浩特市青联委员。1989年10月，他出任大召管理委员会主任、大召住持，一直担任至今。上一任大喇嘛留给他26把钥匙、一枚带有错字的公章、一张3000元人民币的欠条，以及一张三个人共用的办公桌。当时连同他在内，大召共有12名喇嘛。
1990年代，他开始恢复大召的原貌。2000年，大召投资90万元，兴建了汉白玉的释迦牟尼吉祥八塔。2003年，他自筹资金160万元，恢复了文化大革命期间被拆毁的乃春庙、藏经楼。2004年，筹集资金80万元，新建了喇嘛食堂、宿舍。2006年，呼和浩特市人民政府对大召周边改造，将大召以东的7亩多地还给大召。随后，他筹资800多万元，复建了文化大革命中被毁的菩萨殿，并修复了巴中仓、玉佛殿。2007年，他自筹资金300多万元，配置了两座千佛殿，重现了菩萨殿以及9米高的木雕千手观音像，21尊铜镏金度母像。其间，他率寺庙管委会成员8次赴二连浩特，购买了1500方俄罗斯红松木；5次赴塔尔寺，订制了62种铜镏金佛像，总共迎请了将近90尊佛像。其中，玉佛殿供奉的缅甸玉佛坐像，重20吨，镶嵌着红宝石、蓝宝石、托帕石、玛瑙等20余种宝石，总共4.8万颗。他在大召寺修复工程中提出的口号是：“100年大计下地狱，300年大计是犯罪，500年大计正合适。”
截至2008年，他已陆续招收了4批小喇嘛，寺内共有58位喇嘛。由于小喇嘛均来自农村牧区，多数不懂汉语，他同庙管会成员研究后，请来蒙校的汉语教师和蒙古文书法教师，教授这些小喇嘛。此外，庙里还请来英语教师为他们教授英语，要求每个小喇嘛都必须学英语。
1989年，刚刚出任大召住持的他做的首件大事，便是建立健全大召的各项规章制度。2000年，大召安装了防火防盗监控警报装置。
每年9月18日，大召均举办纪念抗日战争和世界反法西斯战争的世界和平法会。他还经常请玉泉区公安分局的民警到大召开展法制教育，并经常组织喇嘛参加社会公益活动，
2004年6月，他当选为内蒙古佛教协会副会长。2008年9月，出任内蒙古红十字会副会长。2009年5月，出任呼和浩特市慈善总会副会长。2010年9月，出任中国佛教协会理事。2013年1月，当选为呼和浩特市政协副主席。
2012年11月8日 ，内蒙古佛教协会机关工作人员在会议室收看了中共十八大开幕式实况，内蒙古佛教协会副会长嘎拉僧希日布、老布僧金巴、澄还法师，秘书长格日勒图、副秘书长宁布、内蒙古佛教学校师生代表等观看。秘书长格日勒图主持了此次观看。